# Branislav Nušić
Branislav Nušić (in lingua serba Бранислав Нушић; Belgrado, 20 ottobre 1864 – 19 gennaio 1938) è stato un romanziere, commediografo e autore satirico serbo.
Ha anche lavorato come giornalista e diplomatico. Autore dello scritto etnografico Kosovo (1902) e della raccolta di racconti Il figlio del comune (1902), espresse al meglio il proprio talento nella commedia satirico-umoristica.
Tra le sue commedie si ricordano Il deputato del popolo (1885), La raccomandazione (1889), Il tributo di sangue (1908), Viaggio intorno al mondo (1910), La famiglia afflitta (1934) e L'analfabeta (1938).